# 福おかぁさん
『福おかぁさん』（ふくおかぁさん）は、RKB毎日放送（RKBテレビ）で2017年4月26日から2018年3月14日まで放送されていた福岡県ローカルのバラエティ番組である。放送時間は毎週水曜日の19:00 - 19:56（JST）。

## 概要
この番組は、福岡県を中心とした九州の「母」にスポットを当て、母親たちが受け継いできた昔ながらの特集や、成功者の母親を訪ねるロケ、海外で暮らす母親の密着リポートなどで構成された。陣内孝則（福岡県大川市出身）は在福岡局のテレビ番組では初めてレギュラー司会を務めた。
2018年3月14日をもって終了した。

## 出演者
司会
- 陣内孝則
- スザンヌ[2]

## 放送時間・配信元
- 水曜 19:00 - 19:56（JST）
  - プロ野球シーズン中は福岡ソフトバンクホークス戦の野球中継（ホーム・ビジター問わず）で休止することもあった。

### インターネット配信
- TVer・GYAO! - いずれも、次回放送日の18:59まで、最新回のみ配信。

## スタッフ
- カメラ：高橋貴史、小山泰、宮崎亮
- 音声：西井博志、小山純次、西村麻文
- 編集技術：宿里淳子、高尾将
- 選曲・MA：郡孝司、池上友紀子、古海紗織
- 美術：脇田純子、追美裕、中牟田知子、柳原桂
- 美術協力：ハダエ芸社
- 制作協力：運動会レンタル.com
- メイク：sonic hair shop
- ナレーション：中野弘子、三好ジェームス
- AD：飯星葵、中屋敷芙三
- ディレクター：松井智祉、森田拡貴、岸本智行、米村直久、江里口雄介、山下奈々
- プロデューサー：原田俊哉
- 製作著作：RKB毎日放送

## 公式サイト
- 福おかぁさん RKB毎日放送

| RKB毎日放送テレビ 水曜19:00 - 19:56枠 | RKB毎日放送テレビ 水曜19:00 - 19:56枠 | RKB毎日放送テレビ 水曜19:00 - 19:56枠 |
| 前番組                                | 番組名                                | 次番組                                |
| ------------------------------------- | ------------------------------------- | ------------------------------------- |
| 豆ごはん。                            | 福おかぁさん                          | ぞっこん九州                          |